# Meghan Markle
Pour les articles homonymes, voir Markle.
Signature
Rachel Meghan Markle, dite Meghan Markle, née le 4 août 1981 à Los Angeles, est une actrice américaine devenue duchesse de Sussex et membre de la famille royale britannique à la suite de son mariage avec le prince Harry, duc de Sussex.
Elle s'est fait connaître en tant qu'actrice grâce à son rôle de Rachel Zane dans la série télévisée judiciaire Suits : Avocats sur mesure.
Le 19 mai 2018, elle épouse le prince Harry, fils cadet du roi Charles III, alors prince de Galles, et de Diana Spencer, petit-fils de la reine Élisabeth II et devient duchesse de Sussex. Après avoir mis entre parenthèses sa carrière lors de ses fiançailles en novembre 2017, son mari et elle-même décident de prendre leurs distances avec la famille royale, dès janvier 2020, et de mener une vie financièrement indépendante.

## Biographie: période pré-royale

### Naissance et famille
Rachel Meghan Markle naît le 4 août 1981 à l’hôpital West Park de Canoga Park de Los Angeles, ville dans laquelle elle grandit. Ses parents sont américains : son père, Thomas Wayne Markle (né le 18 juillet 1944), est d'origine allemande, anglaise et irlandaise; sa mère, Doria Loyce Ragland (née le 2 septembre 1956), est afro-américaine. Son père a été directeur de la photographie pour la télévision et le cinéma pendant quarante ans. Sa mère est professeure de yoga. Le couple se sépare amicalement et leur divorce est prononcé en 1987, après plus de sept ans de mariage,. En 1990, lorsqu'elle a neuf ans, son père gagne 750 000 $ à la California State Lottery, la loterie de l'État de Californie,. Meghan Markle passe alors une partie de son enfance avec son père, très souvent sur les plateaux de tournage de Mariés, deux enfants (Married… with Children).
Elle a une demi-sœur, Yvonne – dite Samantha – Markle,, née le 24 novembre 1964 et un demi-frère, Thomas Markle Jr., né le 17 septembre 1966, issus du premier mariage de son père.
Enfant, elle fréquente l'école primaire et élémentaire privée Hollywood Little Red Schoolhouse à Los Angeles,.

### Premier passage à la télévision: affaire Procter & Gamble
À l’âge de onze ans, elle écrit à la société Procter & Gamble pour se plaindre du sexisme d’une publicité pour un liquide vaisselle passée à la télévision nationale, puis selon ses dires à Hillary Clinton, alors première dame des États-Unis, sur le même thème. Confronté à des protestations plus générales, P&G change le texte de cette publicité trois mois plus tard,. Dans ce contexte, la jeune Meghan est interviewée en 1993 sur la chaîne jeunesse Nickelodeon, dans l'émission Nick News with Linda Ellerbee, lui donnant sa première expérience télévisuelle. Elle utilise ensuite cette anecdote en exemple de sa lutte pour les droits des femmes, mais la réalité de l'influence qu'elle affirme de manière répétée avoir eue et l'existence même du courrier adressé à Hillary Clinton sont ensuite fortement remises en question dans la biographie que lui consacre Tom Bower en 2022. En 2021, elle établit, sur la base de sa narration, un partenariat entre Procter & Gamble et sa fondation Archewell en faveur de l'égalité femmes-hommes.

### Premiers emplois, bénévolats, études
Adolescente, elle travaille dans le magasin local de yaourt glacé Humphrey Yogart,, et plus tard comme serveuse et baby-sitter, et fera également du bénévolat, pour la première fois, dans une soupe populaire du quartier défavorisé de Skid Row à Los Angeles, aux côtés de ses parents qui désiraient la sensibiliser à des personnes moins privilégiées qu'elle,.
Elle sort diplômée à dix-sept ans de l’Immaculate Heart High School de Los Angeles, un collège et lycée catholique pour jeunes filles, son alma mater à laquelle elle rendra plus tard hommage,.
En 1999, Meghan Markle est admise à l'université Northwestern de Chicago, où elle rejoint la sororité Kappa Kappa Gamma, poursuivant parallèlement son activité humanitaire et bénévole, au sein de l'association Glass Slipper Project à Chicago. Dans le cadre de son stage de césure, elle travaille en tant qu’attachée de presse junior à Buenos Aires auprès de l'ambassade américaine en Argentine. Elle suit également en 2002 le programme d’études à l’étranger IES Abroad à Madrid. Elle validera ses études universitaires en 2003 par une double licence en théâtre et en relations internationales,.
Son curriculum vitae, publié sur Mail Online, mentionne qu'elle parle l'espagnol couramment et connaît le français.

### Le choix d'être actrice
Après avoir échoué aux concours pouvant lui ouvrir la voie à une carrière en politique, elle fait le choix après ses études de se consacrer entièrement au cinéma.

### Années 2000: mannequinat et débuts discrets
Meghan Markle fait sa première apparition sur les écrans en 2002 dans le soap opera Hôpital central en tant que simple figurante. Au début de sa carrière, elle confie avoir rencontré des difficultés à trouver des rôles majeurs : « Je n'étais pas assez noire pour les rôles de Noirs et je n'étais pas assez blanche pour les Blancs, ce qui me laissait quelque part au milieu comme le caméléon ethnique à qui on ne trouve pas de travail. ». Pour payer ses factures, elle s'oriente vers la calligraphie en freelance et à mi-temps, en proposant notamment des calligraphies personnalisées sur des cartons d'invitation de mariage, et enseigne la reliure.
Elle fait ensuite ses débuts dans l'émission américaine Deal or No Deal le 12 avril 2006. Elle est le mannequin portant la mallette n° 24 ou, à une exception près, la mallette n° 11. Au début de l'année 2007, elle quitte ce programme.
Entre 2004 et 2009, elle apparaît dans différents épisodes de séries américaines telles que Century City, Cuts, Love, Inc., The War at Home, 90210, Le Retour de K 2000, FBI : Portés disparus, Les Experts : Manhattan et The League. En 2009, elle apparaît également dans la série de science-fiction policière Fringe, dans le rôle éphémère de l'agent Amy Jessup, dans les deux premiers épisodes de la seconde saison.
Parallèlement, elle interprète un rôle mineur dans la comédie romantique Sept Ans de séduction (A Lot Like Love), sortie en 2005 et portée par le duo d'acteurs Ashton Kutcher et Amanda Peet, ou encore dans les téléfilms L'Amour hors limites (Deceit), en 2006, et The Apostles de David McNally, en 2009.
Par ailleurs, selon ses propos, ne faire que des apparitions ou n'interpréter que des rôles mineurs pendant près d'une dizaine d'années (de 2002 à 2011), ne l'a jamais découragée.

### Années 2010:Suits, révélation médiatique

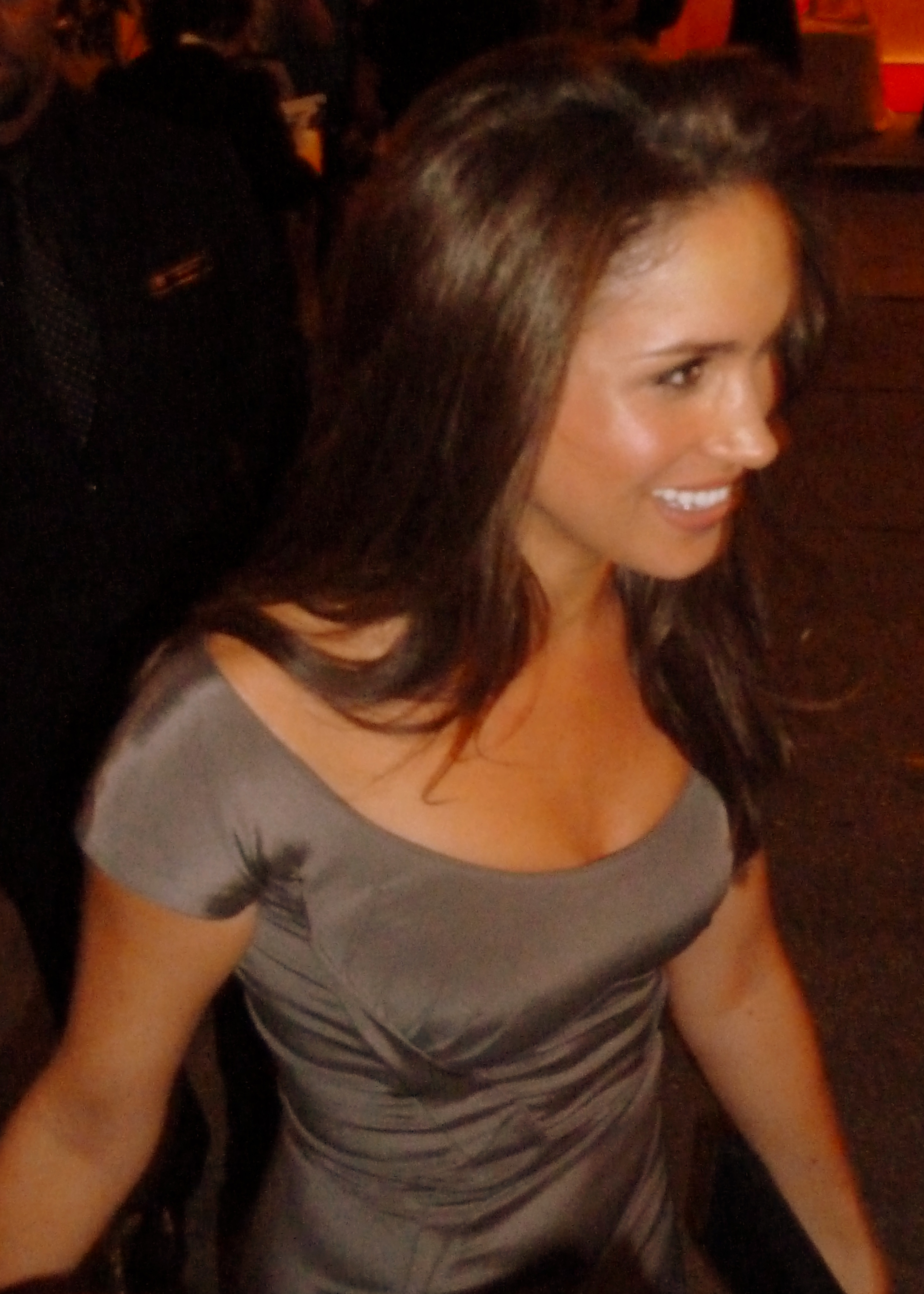
Meghan Markle lors du Festival international du film de Toronto en 2012.

En 2010, son compagnon et futur époux Trevor Engelson produit le long métrage Remember Me, avec Robert Pattinson alors auréolé de sa prestation dans Twilight, et au budget de 16 millions de dollars. Il lui obtient un rôle mineur qui la révèle cependant auprès du grand public et lui permet de jouer ensuite dans la comédie American Trip (Get Him to the Greek) avec Jonah Hill, puis dans un épisode des Experts : Miami, la plus célèbre série policière du moment, toujours dans des rôles secondaires. En 2011, elle fait également une apparition dans la comédie à succès Comment tuer son boss ?, où elle interprète une séduisante employée de FedEx.
La même année, elle décroche enfin un rôle prépondérant dans la série télévisée Suits : Avocats sur mesure et y jouera dans les sept premières saisons, son personnage prenant une importance croissante. Dans cette comédie judiciaire, diffusée sur USA Network, elle incarne Rachel Zane, une auxiliaire juridique talentueuse. Pour répondre aux besoins du tournage, elle s'installe neuf mois de l'année à Toronto. Le magazine Fortune estime qu'elle est payée 50 000 $ par épisode, ce qui équivaut à un salaire annuel d'environ 450 000 $.

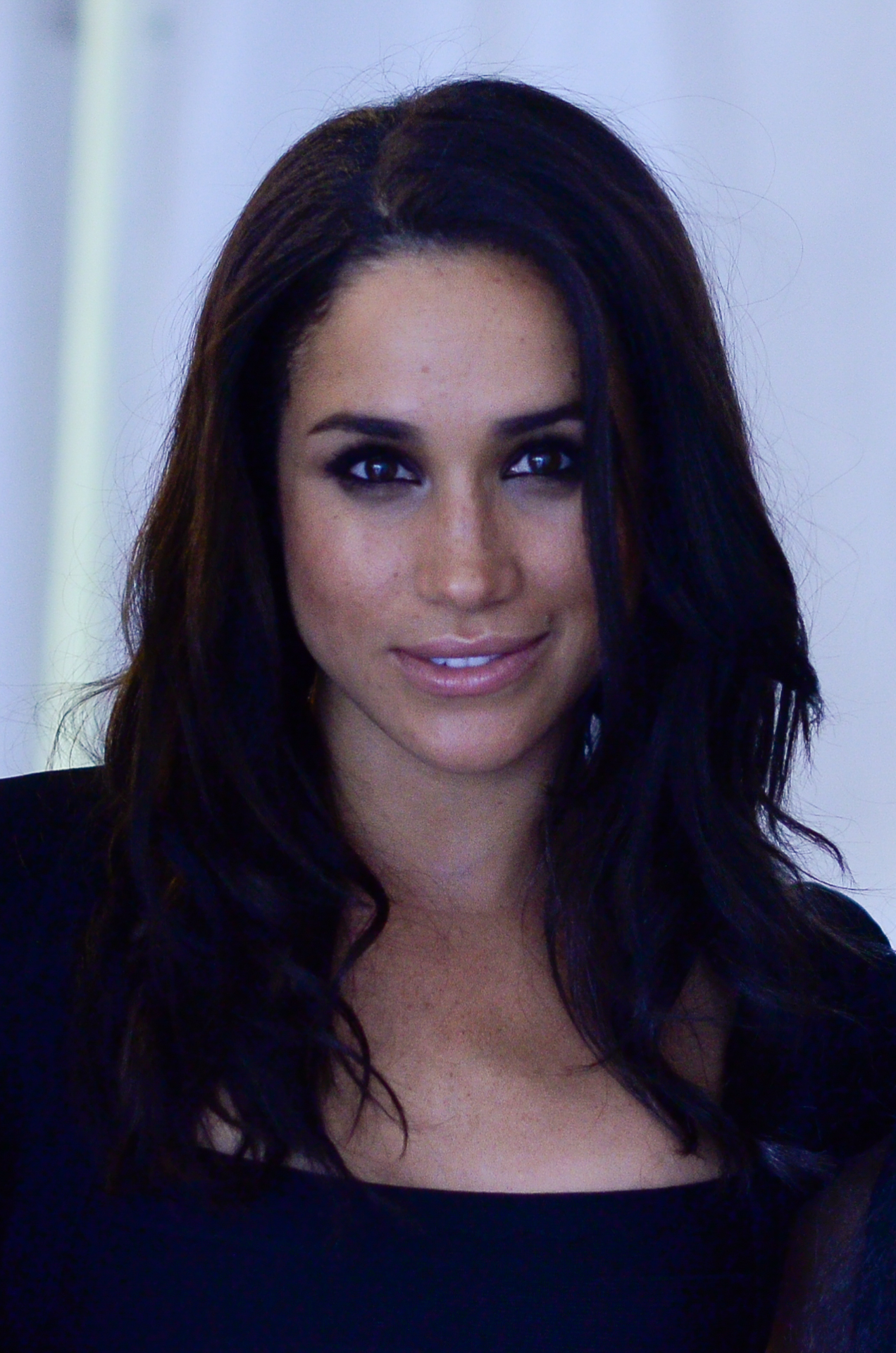
L'actrice Meghan Markle à la New York Fashion Week 2013, l'année de diffusion de la troisième saison de Suits : Avocats sur mesure.

 Elle apparaîtra parallèlement dans des rôles mineurs d'autres films et séries et parfois dans des rôles centraux de productions mais sans succès notable. En 2012, elle s'invite sur le plateau de la très populaire série policière Castle, le temps d'un épisode, puis joue dans la comédie dramatique indépendante Dysfunctional Friends avec Stacey Dash et Meagan Good. S'ensuivent la comédie Random Encounters (2013) qu'elle porte aux côtés de Michael Rady, puis le téléfilm romantique L'Étincelle de l'amour (2014), sous la direction de Gary Yates et donnant la réplique à l'acteur canadien Lochlyn Munro, ainsi que le thriller Criminals (2015) réalisé par le Britannique Reg Traviss, nommé pour le Fantasporto du meilleur film. En 2016, elle est au cœur d'un triangle amoureux au sein de la comédie romantique Comment rencontrer l'âme sœur en 10 leçons avec Kristoffer Polaha et Jonathan Scarfe.
Au printemps 2016, elle est choisie pour devenir brand ambassador (égérie publicitaire) par la chaîne de grands magasins canadiens Reitmans. En 2022, une biographie évoquant cette période la présente sous un jour négatif, avec un caractère difficile. La collaboration avec Reitmans se poursuit jusqu'en décembre 2016 et lui permet de développer une collection capsule. Sa relation avec le prince Harry devenant publique cette même année, le gain en image pour Reitmans est jugé significatif sans qu'un effet positif sur les ventes ne soit néanmoins relevé.
En novembre 2017, elle quitte la série Suits à l'issue de la saison 7 (dont le dernier épisode dans lequel elle joue est diffusé le 25 avril 2018,, environ trois semaines avant son mariage), pour se concentrer sur ses engagements à venir au côté du prince Harry, dans un contexte d'audience en déclin continu (de 4,64 millions de téléspectateurs, pour le meilleur chiffre de la saison 1 à 1,4 million pour la saison 7).

### Bilan financier
Entre ses cachets d'actrice, ses revenus de blogueuse lifestyle et ses contrats d'égérie publicitaire, sa fortune personnelle est évaluée en 2018 à environ 5 millions de dollars.

### Engagement humanitaire

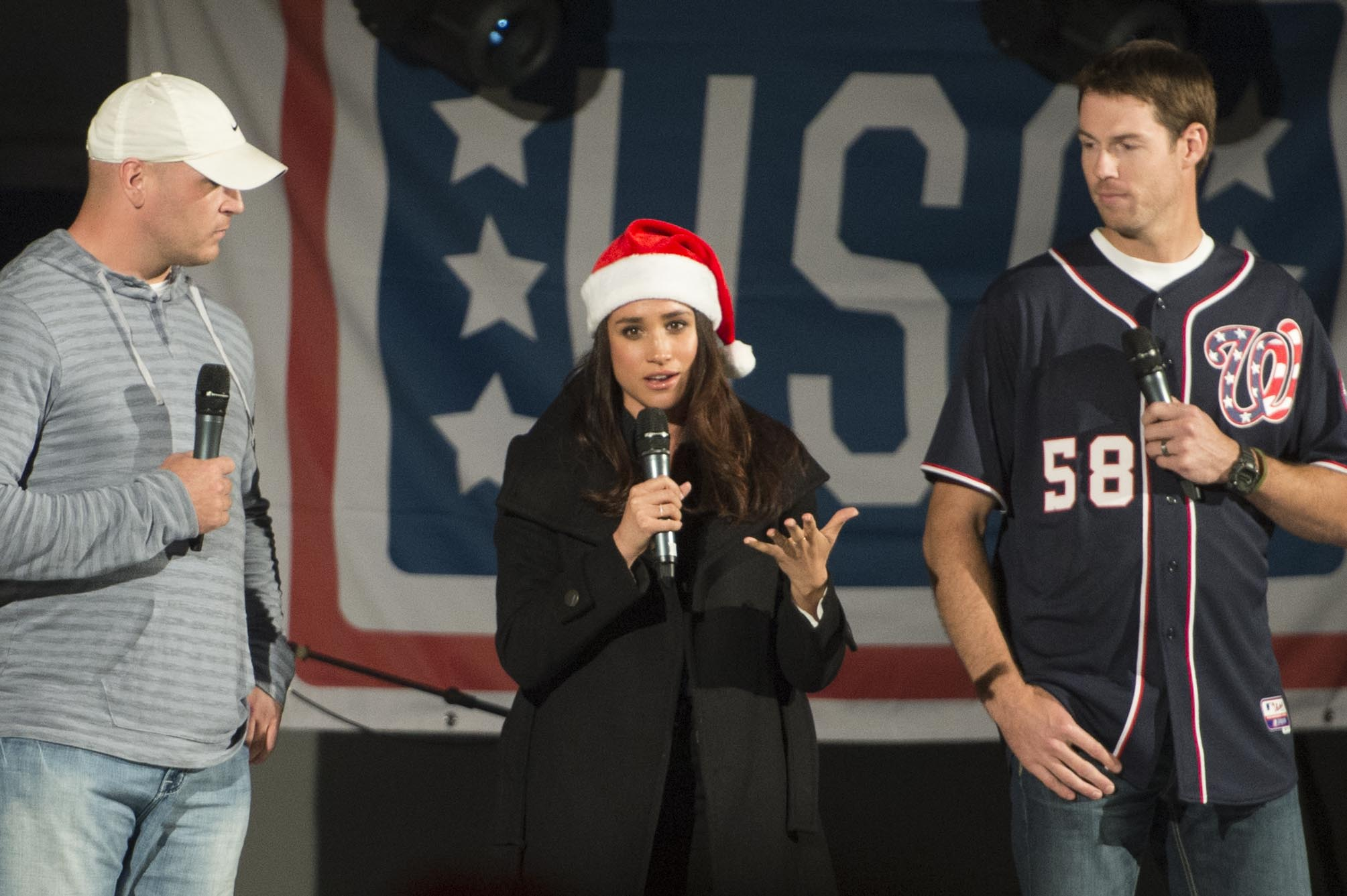
Markle et les sportifs Brian Urlacher et Doug Fister s'adressant au public lors d'un spectacle USO à la base navale de Rota, en Espagne, le 6 décembre 2014.

En 2014 et en 2016, Meghan Markle s'exprime lors des sommets annuels du One Young World (surnommé le « Forum de Davos de la Jeunesse ») respectivement à Dublin et à Ottawa, sur les thèmes de l'égalité des sexes et de l'esclavage moderne,.
Elle se rend en décembre 2014 en Espagne puis en Afghanistan dans le cadre de la tournée organisée par l'United Service Organizations et présidée par le chef d'État-Major des armées américaines, pour soutenir le moral des troupes.
Elle collabore en 2015 avec l'Entité des Nations unies pour l'égalité des sexes et l'autonomisation des femmes (ou ONU Femmes), en tant que porte-parole médiatique, au sommet de Pékin où elle fait un discours remarqué,,. Elle n'accède cependant pas au statut d'ambassadrice de bonne volonté auquel elle aspirait, certaines sources suggérant qu'elle en gardera un ressentiment durable.
En 2016, elle devient ambassadeur mondial de l'ONG World Vision, voyageant au Rwanda pour la campagne « Clean Water », destinée à fournir de l'eau potable saine et propre, et en Inde pour sensibiliser aux questions concernant le droit des femmes.

## Mariage avec le prince Harry
Sa relation officialisée en 2016 avec le prince Harry puis son mariage en 2018 vont constituer un tournant majeur, lui apportant une notoriété mondiale, sans comparaison avec son parcours précédent, et le statut exceptionnel de membre d'une famille royale.
En novembre 2017, à la suite de ses fiançailles avec le prince Harry et son départ de la série Suits, à l'issue de la septième saison, elle interrompt sa carrière d'actrice. Elle ferme son compte Instagram, qui compte 1,9 million d'abonnés, ainsi que le site web qu'elle anime depuis mai 2014, The Tig, un site de conseils lifestyle (alimentation, voyages, mode et beauté).

## Le Megxit ou la dissidence royale (2020)
Le 8 janvier 2020, quelques heures après que le journaliste Dan Wootton a éventé le projet, le duc et la duchesse de Sussex annoncent via Instagram leur désir de mettre un terme à leurs devoirs à l'égard de la famille royale, leur intention de se mettre en retrait de celle-ci et leur objectif d'indépendance financière — événement désigné par les médias sous le mot-valise Megxit, sur le modèle du Brexit alors en finalisation —, ce que le palais de Buckingham confirmera par un communiqué dix jours plus tard. Ils conservent leurs titres mais perdent leurs missions royales ; Meghan Markle se voit notamment retirer le patronage du Royal National Theatre.
Meghan Markle s'installe alors, dès mars 2020, avec le prince Harry et leur fils à Beverly Hills puis à Montecito (Californie), où ils acquièrent une propriété pour un montant estimé entre 10 et 14 millions de dollars. Elle envisage de relancer sa carrière à Hollywood.

## L'après Megxit: médias, philanthropie et entrepreneuriat
Le départ de la famille royale pose rapidement au couple la question de son autonomie financière. D'abord soutenu par le prince Charles, à hauteur de plusieurs millions de livres pendant l'année fiscale 2020-2021, le tarissement programmé de cette ressource oblige à trouver d'autres revenus. La transition s'articule autour d'un retour dans le secteur des médias et de la construction d'une image publique centrée sur l'activisme, la philanthropie et la politique, avec plusieurs projets dont les succès opérationnels ou critiques varient.

### Premiers pas (2020 - 2021)

#### Avec Disney
À la fin mars 2020, il est annoncé que le premier projet post-royal de la duchesse de Sussex serait la narration du documentaire Elephant de Disneynature, sorti le 3 avril 2021 et destiné à sensibiliser le public et la communauté internationale à la sauvegarde des éléphants, action pour laquelle Disneynature et le Disney Conservation Fund feraient un don à l'association Elephant Without Borders pour la conservation des espèces au Botswana, dans laquelle le prince Harry s'était déjà investi. Mal reçue, sa prestation ne connaît pas de suite.

#### Apparitions publiques
En avril 2020, Meghan et Harry se portent volontaires à titre privé pour livrer personnellement des aliments préparés par le Project Angel Food aux résidents de Los Angeles au milieu de la pandémie de Covid-19 aux États-Unis.
En juin 2020, les Sussex signent avec l'agence Harry Walker, propriété de la société de médias américaine Endeavor (créatrice de l'Endeavor Fund Awards),, pour l'organisation de leurs apparitions et prises de parole en public.
La duchesse de Sussex se prononce en juillet 2020 en faveur du mouvement Black Lives Matter.
En 2021, à l'occasion de son 40e anniversaire, elle lance le projet 40x40 par lequel elle invite 40 célébrités à consacrer 40 minutes de leur temps pour conseiller des femmes éloignées de l'emploi. Quelques mois plus tard, le projet semble abandonné et fait l'objet de critiques pour son manque de réalisme.

#### Écriture d'un livre pour enfants
En juin 2021, Meghan Markle écrit The Bench, un livre pour enfants, publié par Random House Children's Books. Il est basé sur sa perception de la relation entre son mari et leur fils. Le contrat lui aurait permis de recevoir jusqu'à 500 000 £ en avance de paiement. Le livre essuie des critiques défavorables quant à ses qualités d'écriture et sa promotion et connaît un faible succès commercial,,.

### Interview par Oprah Winfrey (2021)

#### Accusations de maltraitance et de racisme
En mars 2021, Meghan Markle et le prince Harry accordent un entretien à Oprah Winfrey. Ils y font des déclarations explosives, accusant un membre non identifié de la famille royale de propos racistes contre leur enfant à venir, attaquant la presse britannique en évoquant harcèlement et racisme, et reprochant à l'entourage royal maltraitance et négligence à leur égard notamment à une période où Meghan Markle s'affirmait suicidaire.
Vigoureusement niée par la famille royale, l'accusation de racisme est reformulée en 2022 par Meghan et Harry qui parlent cette fois de "biais inconscient". En 2023, cette accusation revient dans le débat public. En effet, l'édition néerlandaise de ''Fin de règne'', livre polémique de l'auteur et journaliste proche de Meghan Markle, Omid Scobie (en), cite un temps le roi Charles III et Catherine, princesse de Galles comme les deux membres de la famille royale supposément impliqués,, ravivant la controverse et déclenchant la dépublication du livre aux Pays-Bas,.

#### Audience et suites
L'interview menée par Oprah Winfrey connaît un succès d'audience considérable — 17 millions de téléspectateurs pour les seuls États-Unis —, produit des effets politiques discernables à l'international et constitue le début de tensions publiques, fortes et durables avec la famille royale,.
Cet évènement médiatique fait chuter la popularité du couple au Royaume-Uni, l'effet affectant plus particulièrement Meghan Markle. Il déclenche en retour d'autres accusations, dont la maltraitance que Meghan Markle aurait infligée au personnel royal et la dureté dont elle aurait fait preuve envers Kate Middleton, à l'inverse de ses déclarations à Oprah Winfrey. Des documents sont également publiés ultérieurement pendant le procès que Meghan Markle intente contre la presse britannique à propos de ses relations avec son père ; ils suggèrent, contrairement à ses dires dans l'interview, qu'elle a bénéficié du soutien actif du Palais et montrent, alors qu'elle avait affirmé le contraire au procès, qu'elle a favorisé une collaboration avec le journaliste Omid Scobie lorsqu'il écrivait sa biographie. Par ailleurs, alors que le couple présente à Oprah Winfrey le contrat qu'il vient de signer avec Netflix comme une suite inattendue et heureuse du Megxit, il apparaît plus tard que des négociations commerciales avec des diffuseurs de contenu ont commencé jusqu'à un an avant leur départ de la famille royale, avalisant l'idée d'une stratégie calculée à l'avance. En 2022, l'enquête que Tom Bower lui consacre conteste la fiabilité de plusieurs accusations ou déclarations qu'elle a formulées lors de l'interview.

### Archewell et autres entreprises
Le couple, avant le Megxit, disposait d'une fondation dite Sussex Royal The Foundation of The Duke and Duchess of Sussex, plus connue sour le nom de Fondation Sussex Royal. Sussex Royal est alors une marque déposée, destinée à l'utilisation commerciale. La reine s'opposant à l'usage du mot Royal après leur départ, la fondation est renommée puis dissoute. Pour servir la stratégie commerciale et philanthropique du couple, elle va être remplacée par le groupe Archewell, dont la racine grecque arche a également inspiré le prénom de leur premier enfant Archie.
En 2020, Meghan Markle et le prince Harry lancent la fondation à but non lucratif Archewell, l'entité assurant la visibilité de leurs projets philanthropiques. La création se révèle difficile, la mission de la fondation étant jugée vague et la marque contestable. Une fois établie, la fondation Archewell est adossée à un montage complexe de sociétés enregistrées dans le Delaware, à la politique fiscale avantageuse. Parmi elles, certaines se consacrent à la publication de livres – dont The Bench pour Meghan Markle et une autobiographie pour le prince Harry, en 2023. D'autres entités commerciales, Archewell Audio LLC and Archewell Productions LLC, vont servir à la production de contenus destinés respectivement à Spotify et à Netflix, avec lesquels le couple va signer des contrats lucratifs. La fondation Archewell connaît un succès financier limité à ses débuts, enregistrant peu de dons, puis annonce avoir collecté 13 millions de dollars entre 2020 et 2021, l'essentiel provenant d'un don anonyme. Sur les 13 millions, 3 sont affectés à des opérations caritatives et 1 aux frais de fonctionnement, l'impact réel de la fondation restant contesté,. Fin 2023, la publication des comptes de la fondation montre une chute considérable des dons pour l'année 2022, 2 donateurs au total apportant chacun 1 million,.

### Netflix et Spotify (2020 - 2025)
La stratégie du couple connaît un tournant décisif à la fin de l'année 2020, lorsqu'ils signent avec Netflix et Spotify des contrats de production de contenu à hauteur de plusieurs dizaines de millions de dollars, le couple devant fournir du contenu prêt à diffuser à travers sa société Archewell Productions. Ces contrats s'inscrivent dans la stratégie de mega-deal dominante dans le secteur à ce moment-là, reposant sur l'acquisition exclusive, pour des sommes d'argent record, de talents et célébrités avec (Shonda Rhimes, Ryan Murphy, J.J. Abrams) ou sans (le couple Obama) expérience de production afin de capter massivement une audience ensuite monétisée.
Une fois les contrats signés, les productions de Harry et Meghan connaissent cependant des errements répétés conduisant à des volumes de contenus en dessous des attentes, des retards de livraison, illustrant une incapacité du couple à honorer ses engagements et des tensions autant internes à Archewell qu' externes avec Netflix et Spotify,,, accompagnés d'un succès critique très limité.

#### Netflix

##### Le contrat
En septembre 2020, les Sussex signent un accord commercial privé avec Netflix « pour développer des séries scénarisées et non scénarisées, des films, des documentaires et des programmes pour enfants pour le service de streaming » jusqu'en 2025. Le montant du contrat est estimé à 100 millions de dollars. La collaboration du couple avec Netflix, qui diffuse la série The Crown, jugée défavorable à l'image de la famille royale, alors que Meghan Markle et le prince Harry continuent à capitaliser sur leur image royale, occasionne des jugements sévères.

##### Pearl
Il est prévu, dans le cadre du contrat, la production d'une série animée féministe, Pearl, pilotée par Meghan Markle. En 2022, alors que Netflix connaît une dégradation de ses performances financières, le projet est annulé, tardant à produire des résultats concrets et présentant des perspectives jugées insuffisantes.

##### Le documentaireHarry & Meghan (2022)
Netflix est également intéressé par un documentaire biographique sur et produit par le couple. D'abord confiée puis retirée à Garrett Bradley (en), la réalisation est reprise par Liz Garbus en juin 2022. Netflix prévoit une diffusion en 2023 puis avance la date à 2022 afin de capitaliser sur l'intérêt que suscite la série The Crown et précéder l'autobiographie que Harry doit publier en 2023. Mais les rumeurs de propos hostiles à la famille royale que Meghan et Harry auraient tenu pendant le tournage prennent un résonance particulière après la mort inattendue d'Élisabeth II, dont le parcours est alors largement célébré ; la possibilité que Charles, alors devenu roi, refuse notamment des titres de noblesse à Archie et Lilibet à la suite de ces nouvelles attaques, conduit le couple à demander une modification du documentaire dans un sens plus amène. Ces revirements créent un désaccord avec Netflix et la réalisatrice, avant que la diffusion, en deux séries de 3 épisodes, ne soit fixée au 8 décembre. Des bandes-annonces rendues publiques quelques jours avant font craindre un contenu explosif, susceptible de menacer à nouveau la monarchie, alors que celle ci connaît une transition capitale. Les 3 premiers épisodes offrent peu de surprises, et se révèlent moins fracassants qu'attendu. Le couple y accuse cependant à nouveau la presse et la monarchie britanniques de biais racistes, en insistant toutefois sur les structures organisationnelles plus que sur les individus, dans ce qui apparaît comme un exercice de rebranding "visuellement très léché". Netflix annonce un fort succès d'audience de la série – 2,4 millions de personnes au Royaume-Uni et plus de 80 millions d'heures vues mondialement en 5 jours – avec cependant de fortes variations régionales, échouant à occuper la première position aux États-Unis, et subissant une forte chute d'intérêt passé le premier épisode. Les 3 épisodes suivants formulent des attaques plus directes contre des membres de la famille royale, les accusant d'avoir mené une guerre contre Meghan,. L'ensemble essuie des critiques mitigées à négatives dans les journaux britanniques ou américains et est dénoncé pour avoir donné une image trompeuse des événements et du comportement de la presse,,,. Dans son bilan de l'année 2023, le Hollywood Reporter juge l'ensemble "pleurnichard".

##### With love, Meghanet retour sur les réseaux sociaux (2025)
Mi-2024, Archewell annonce une prochaine émission de cuisine et art de vivre, centrée sur Meghan et ses invités. Au tout début 2025, Meghan revient sur les réseaux sociaux en officialisant son nouveau compte instagram, @meghan. Elle y publie la bande-annonce de la série, qui est diffusée en 8 épisodes de 30 minutes à partir du 15 janvier sur Netflix,. La série arrive dans un contexte particulier, peu après que Polo, la série documentaire du Prince Harry, a connu un faible succès critique et d'audience, et alors que la création par Meghan de sa marque centrée cuisine et art de vivre, American Riviera Orchard, connaît des difficultés récurrentes et que l'image même de Meghan s'est dégradée. La bande annonce de With love est critiquée dans une partie de la presse, qui y voit une incohérence entre l'image libre et féministe que Meghan a voulu se donner et le rôle codifié d'une femme au foyer qu'elle semble incarner dans sa nouvelle émission,, et souligne l'invisibilisation de l'effort nécessaire aux activités domestiques ainsi que l'écart entre l'aisance affichée des protagonistes et les difficultés économiques que connaissent de nombreux Américains. La diffusion, repoussée au 4 mars à cause des incendies de Los Angeles, est accompagnée de critiques majoritairement négatives dans la presse britannique,, américaine ou française,. Les commentateurs y voient un exercice narcissique où Meghan, ni icône ni experte, se montre incapable de nouer un lien avec les spectateurs dans un show performatif au contenu peu intéressant malgré ses efforts, deconnecté de la situation fragile du monde, et échouant à renouveler un genre défini par Martha Stewart ou Ina Garten. L'émission recueille 2,6 millions de vues et se classe en fin du top 10 des programmes de divertissement de Netflix après 5 jours de diffusion, mais sort ensuite définitivement du classement ; elle accumule finalement 5,3 millions de vues entre mars et juin, un résultat jugé décevant ou solide selon les analyses. Netflix annonce rapidement la prochaine diffusion d'épisodes supplémentaires, tournés en même temps que les précédents; la bande-annonce, en août, fait le choix d'une Meghan humble et apprenante plutôt qu'experte.

##### Nouveau contrat et autres projets (2025)
Après le documentaire Harry et Meghan, Archewell Productions évoque d'autres projets, dont une adaptation du livre Meet Me at the Lake de Carley Fortune (en). En 2025, le contrat signé entre Archewell et Netflix en 2020 s'achève. Il est remplacé par un contrat de premier regard, sans soutien financier a priori de Netflix. L'accord, jugé moins favorable à Archewell financièrement,, est qualifié de dégradation par rapport à la situation antérieure, mais apporte plus de flexibilité aux partenaires.

#### Spotify (2020-2023) et bilan 2023
En décembre 2020, Meghan et Harry signent un accord pluriannuel exclusif avec Spotify pour produire et diffuser leurs propres programmes via leur société de production audio, Archewell Audio (en). Le contrat se monte potentiellement à 25 millions de dollars au total. La production du contenu connaît des retards répétés, amenant Spotify à intervenir pour concrétiser la publication. En août 2022, Meghan lance un podcast nommé Archetypes dans lequel elle discute de thématiques féministes avec des invitées aux profils variés. En parallèle, une tentative de déposer la marque Archetypes se révèle infructueuse. Le premier épisode du podcast accueille son amie Serena Williams et connaît un succès immédiat, prenant la première place du classement de Spotify dans plusieurs pays dont les États-Unis où il détrône le podcasteur star Joe Rogan. La série se termine cependant sur un classement fortement dégradé, reçoit des critiques contrastées et éveille des doutes sur la véracité de certaines anecdotes,.
Le 6 décembre 2022, Archetypes remporte le prix du meilleur podcast de l'année à la 48e cérémonie du People's Choice Awards ; le même soir, les Sussex reçoivent le Ripple of Hope Award 2022 de la Fondation Robert F. Kennedy pour les droits de l'Homme, pour leur engagement humanitaire sur les questions « de justice raciale et de santé mentale » à travers leur fondation Archewell. Mi-2023, le contrat liant Archewell et Spotify prend fin prématurément, Spotify étant insatisfait des volumes livrés et des suites proposées et Archewell souhaitant plus d'indépendance selon le magazine Variety. Après la rupture, des acteurs du secteur dont Bill Simmons, directeur innovation de Spotify, émettent des critiques très vives sur les qualités professionnelles du couple,. Fin 2023, le Hollywood Reporter classe le couple dans les grands perdants de l'année 2023, évoquant l'échec d'un podcast inerte, le jugement sévère de Bill Simmons, une image de marque devenue moralisatrice, le documentaire "pleurnichard" de Netflix et l'effet délétère de l'épisode de South Park qui fait leur satire,.

### Nouveaux podcasts (Lemonada Media)
Libérée de Spotify, Meghan signe en 2024 avec Lemonada Media un accord de diffusion de la série Archetypes et annonce la production de nouveaux podcasts. La nouvelle production, Confessions of a Female Founder, est diffusée en avril 2025 ; elle fait echo au lancement récent de sa marque As ever et consiste en des entretiens avec des femmes ayant créé leur entreprise. L'émission reçoit de mauvaises critiques de la presse qui y voit des échanges inintéressants essentiellement centrés sur Meghan, occupe des positions défavorables dans les classements d'audience, et a pour invitées des personnalités peu iconiques.

### Entrepreneuriat et investissements financiers

#### Investissements
En 2020, la duchesse de Sussex annonce réaliser son premier engagement financier dans l'économie durable en investissant dans Clevr Blends, une entreprise produisant des boissons fonctionnelles basée dans le sud de la Californie, à laquelle elle prête son image dans une publicité en 2023. En 2024, elle signale investir dans Cesta Collective, une entreprise de taille modeste qui fabrique au Rwanda et en Italie, selon un cahier des charges incluant des critères sociaux et environnementaux, des sacs et accessoires en séries limitées ; en 2023, la diffusion de photos la montrant avec un de ces sacs avait eu un effet positif sur les ventes. Fin 2024, une enquête du Daily Mail rapporte des sommes payées par Cesta aux ouvrières rwandaises très inférieures aux salaires annoncés par la marque.

#### DeAmerican Riviera OrchardàAs Ever
En 2024, Meghan annonce son intention de commercialiser des produits axés art de vivre sous une marque qu'elle crée pour l'occasion, American Riviera Orchard, et dont le lancement est coordonné avec With Love, Meghan, une émission culinaire diffusée sur Netflix. En mars, elle ouvre un compte Instagram au nom de la marque et cuisine 50 pots de confiture pour des amis et influenceurs variés dont une dizaine affiche le produit reçu sur leur propre réseau social. Ses stratégie et ambitions sont comparées à celles de la royauté britannique, de Gwyneth Paltrow et son entreprise Goop, ou de Martha Stewart. Le logo de la marque évoque des références royales. En septembre, le dépôt de la marque auprès de l'Office des brevets et marques américain rencontre des difficultés, le nom de marque étant jugé incompatible avec les règles relatives aux lieux géographiques, et la description du logo et des produits décrite comme imprécise. En février 2025, elle renonce à utiliser l'appellation American Riviera Orchard et active la marque As Ever, jusque-là dormante et dont elle a déposé le nom auprès de l'USPTO en 2022. Netflix est partenaire du projet et mobilise des fabricants avec lesquels il travaillait déjà.
Les produits, dont une confiture, des préparations pour muffins et crêpes et du miel, sont mis en vente pour la première fois le 3 avril ; le stock, dont le volume n'est pas connu, est épuisé en moins d'une heure. En juin, As ever restocke des produits comparables à un volume près de 10 fois supérieur, épuisé en 4 heures, puis commercialise un vin rosé produit dans la Napa Valley, à 30 dollars la bouteille, vendu en moins d'une heure. Remis en vente en août avec un inventaire 3 fois supérieur, le vin peine à se vendre.

## Image publique
Meghan Markle se définit comme féministe. En 2018, peu avant son mariage au prince Harry, le magazine Time la choisit comme l'une des « 100 personnes les plus influentes au monde ».
En 2023, elle est parodiée avec son mari dans un épisode de South Park ainsi que dans un épisode de Family Guy.

## Enquêtes et biographies
La notoriété acquise par son mariage royal déclenche la publication de plusieurs biographies notables sur ou autour de Meghan Markle, différant parfois fortement par leur ton et leur perspective.
En 2018, Andrew Morton, auteur d'un livre polémique et à fort succès sur Diana en 1992, fait paraître Meghan de Hollywood à Buckingham avec le prince Harry ; elle y est décrite comme « intelligente, généreuse, philanthrope, empathique ». Puis viennent Harry et Meghan, libres, par Omid Scobie et Carolyn Durand, en 2020, et Revenge, par Tom Bower, en 2022. Ces deux ouvrages sont fortement commentés au Royaume-Uni, et souvent mis en opposition. L'ouvrage de Omid Scobie est qualifié de flatteur, décrivant l'arrivée de Meghan Markle dans la famille royale comme une occasion manquée, empêchée par un fonctionnement et des traditions dépassées. La biographie de Tom Bower, déjà connu pour ses enquêtes incisives sur Robert Maxwell, le prince Charles ou la Suisse et l'or nazi, prend la forme d'un portrait sulfureux rempli de « révélations pas très reluisantes » sur un personnage en quête précoce de gloire. Les deux biographies sont officiellement non autorisées, mais il apparaît plus tard que Meghan Markle a collaboré, par la médiation de Jason Knauf alors conseiller en communication des Sussex, avec Omid Scobie pour orienter le contenu de son livre. Cette révélation, qui s'oppose aux déclarations antérieures de Meghan Markle, ainsi que les analyses contenues dans le livre de Tom Bower projettent l'image d'une personnalité contrôlante et manipulatrice,, explosive et imprévisible.
En 2022, la journaliste Tina Brown fait paraître The Palace Papers, livre consacré aux femmes de la famille royale. Elle y présente Meghan Markle comme une personnalité sans identité, en recherche d'influence, ayant sous-estimé les défis d'une vie post-royale et ne se faisant pas aux contraintes des missions de représentation que l'institution lui confiait. Elle y analyse les conditions du Megxit comme une erreur de stratégie, Meghan s'étant trop éloignée de la famille royale pour pouvoir espérer l'influencer dans son sens.
La même année et après la mort de la reine Élisabeth II, le journaliste du Times Valentine Low publie Courtiers: The Hidden Power Behind the Crown. Le livre est fortement commenté ; il étaye les accusations selon lesquelles Meghan Markle aurait harcelé le personnel royal, et la décrit obsédée par la maîtrise de son image dans la presse.
En 2024, un an après avoir classé Harry et Meghan parmi les losers de l'année 2023, le Hollywood Reporter consacre une courte enquête à la vie professionnelle du couple aux Etats-Unis et y décrit Meghan comme colérique, inconstante dans ses décisions, incapable d'intégrer les conseils qui lui sont donnés et rabaissant ses collaborateurs, ceci expliquant le turnover élevé de son équipe et son incapacité à percer à Hollywood. Début 2025, une longue enquête de Vanity Fair fait la couverture du magazine et appuie et approfondit ces accusations.

## Vie privée

### Relations sociales
La femme d'affaires américaine Bonnie Hammer (en) compte parmi les principaux mentors de sa carrière. Markle a été une proche amie de Jessica Mulroney, belle-fille de l'ancien Premier ministre canadien Brian Mulroney, avant de s'éloigner d'elle à l'occasion d'une accusation de racisme très médiatisée,,. Serena Williams est décrite comme une amie de longue date.

### Premier mariage
Le 16 août 2011, elle épouse à Ocho Rios en Jamaïque, après sept ans de vie commune, le producteur californien Trevor Engelson dont elle se sépare après environ 18 mois de mariage, puis obtient un divorce « sans faute » en août 2013, invoquant des « différends irréconciliables »,,.
Quelques mois après son divorce, elle entame une relation avec le chef culinaire canadien Cory Vitiello (en), qui prend fin au bout de deux ans, en mai 2016.

## Vie royale

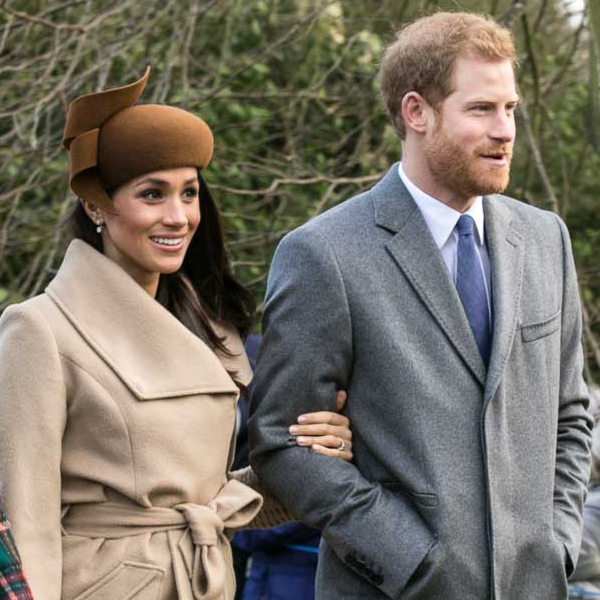
Meghan Markle et son fiancé le prince Harry en 2017.

Le 8 novembre 2016, le Palais annonce officiellement sa relation avec le prince Harry, fils cadet du prince Charles, héritier du trône du Royaume-Uni, et de feu lady Diana Spencer. Elle est la compagne du prince depuis juin 2016,, après avoir été mise en relation avec lui par leur amie commune, Violet von Westenholz. Un an plus tard, le 27 novembre 2017, le prince Harry annonce leurs fiançailles depuis les jardins du palais de Kensington.
Elle est de confession protestante jusqu'au 6 mars 2018, jour durant lequel elle est baptisée et confirmée dans la religion anglicane,. La cérémonie privée a été célébrée dans la chapelle royale du palais Saint James et a été présidée par l'archevêque de Cantorbéry, Justin Welby.
Ils se marient peu de temps après, le 19 mai 2018, dans la chapelle Saint-Georges du château de Windsor et reçoivent de la reine, le jour-même, les titres de duc et duchesse de Sussex,,. Selon le Daily Express, le mariage est suivi par environ 1,9 milliard de téléspectateurs à travers le monde. Elle est la deuxième Américaine divorcée à faire son entrée dans la famille royale après Wallis Simpson.
Dès le début de sa relation avec le prince Harry, son style et ses accessoires de mode sont souvent imités, un phénomène que la presse appelle la « Meghan sparkle » (« l'étincelle Meghan ») ou le « Meghan effect » (« l'effet Meghan »).
Meghan Markle fait sa première apparition officielle en tant que duchesse de Sussex et membre de la famille royale, trois jours après son mariage, lors de la garden-party du prince Charles, célébrant son action caritative et son 70e anniversaire, avec six mois d'avance,.

### Enfants
Le 15 octobre 2018, le palais de Kensington annonce que le couple attend son premier enfant pour le printemps 2019,. Leur fils Archie Mountbatten-Windsor naît le 6 mai 2019,, devenant alors septième dans l'ordre de succession au trône britannique.
En juillet 2020, elle fait une fausse-couche alors qu'elle était impliquée dans une action en justice contre un journal, à la suite de la publication d'une lettre qu'elle avait écrite à son père.
Le 14 février 2021, le couple annonce attendre un deuxième enfant. Le 7 mars 2021, lors du documentaire Oprah avec Meghan et Harry sur CBS, le couple annonce que l'enfant qu'ils attendent pour l'été 2021 est une fille. Celle-ci, nommée Lilibet Diana Mountbatten-Windsor naît le 4 juin 2021. Ses prénoms sont un hommage à la reine Élisabeth II, son arrière-grand-mère, et à Lady Diana, sa grand-mère et mère du prince Harry.
À la suite du couronnement du roi Charles III, le couple décide de changer le nom de famille de leurs enfants, Archie et Lilibet, en utilisant comme référence leurs titres royaux, troquant leur nom de famille « Mountbatten-Windsor » pour celui de « Sussex »,,,.

### Attaques racistes
Le 14 janvier 2018, le tabloïd The Mail on Sunday publie des SMS racistes de Jo Marney, nouvelle compagne de Henry Bolton, chef du parti politique d'inspiration nationaliste UKIP. Dans ces échanges, la jeune femme de vingt-cinq ans y tient des propos violents visant Meghan Markle. Elle y parle des gènes de la fiancée du prince Harry qui « vont souiller notre famille royale » et mener tout droit vers un « Premier ministre musulman » puis un « roi noir ». « C'est le Royaume-Uni, pas l'Afrique », enchérit-elle. Elle ajoute que Meghan Markle ne serait qu'« une petite idiote de roturière, une stupide actrice dont personne n’a jamais entendu parler ». Henry Bolton déclare son désaccord avec sa compagne et annonce se séparer d'elle. Jo Marney finit par présenter ses excuses, expliquant que ses messages ont été sortis de leur contexte. Bolton, à la suite de ce scandale, perd la présidence de l'UKIP en février 2018.
En février 2018, une lettre contenant de la poudre blanche et une note raciste s'adressant à Meghan Markle est envoyée au palais Saint James, déclenchant des enquêtes antiterroristes et pour crimes de haine par Scotland Yard.
En 2019, plus de 70 députés britanniques signent une lettre ouverte de soutien à Meghan Markle, dénonçant les attaques et sous-entendus de la presse tabloïd et appellent à la retenue.

### Activités caritatives et autres missions royales
En septembre 2018, Together: Our Community Cookbook, le premier projet caritatif de Meghan Markle, membre de la famille royale britannique depuis quatre mois et duchesse de Sussex, est publié. Le livre regroupe des recettes de cuisine de femmes ayant survécu à l'Incendie de la tour Grenfell en 2017. Le livre est un succès, se vendant à plus de 130 000 exemplaires et permettant de collecter plus de 500 000 livres pour des actions caritatives, au-delà des 250 000 initialement projetés.

### Départ de la famille royale
Après avoir mis entre parenthèses sa carrière lors de ses fiançailles en novembre 2017, son mari et elle-même décident, au printemps 2020, de prendre leurs distances avec la famille royale, de mener une vie financièrement indépendante et de s'établir en Amérique du Nord. Elle conserve son titre de duchesse de Sussex mais n'utilisera plus son prédicat d'Altesse Royale.
Elle aurait pu devenir citoyenne britannique à la suite de son mariage, mais ce processus peut prendre plusieurs années et ne devrait pas aboutir, Meghan Markle n'étant plus résidente du Royaume-Uni.

### Mort de la reine Élisabeth II
La mort d'Élisabeth II est annoncée le 8 septembre 2022. Meghan Markle, qui n'avait pas assisté aux obsèques du prince Philip en 2021 dans un contexte familial toujours conflictuel, est alors en Europe avec le prince Harry pour ouvrir les éditions 2022 du One Young World et des Invictus Games. Le prince Harry rejoint seul sa famille déjà présente auprès de la reine défunte à Balmoral. Plus tard, il apparaît avec Meghan Markle publiquement et pour la première fois depuis le Megxit aux côtés du prince William et de son épouse pour saluer la foule en deuil devant Windsor, alors que les observateurs relèvent des tensions persistantes entre les deux couples.

### Couronnement du roi Charles III
En mai 2023, le prince Harry assiste seul au couronnement de Charles III, Meghan Markle restant en Amérique.

## Titres et armoiries

### Titulature
De naissance roturière, Meghan Markle n'a aucun titre de noblesse. Elle porte par mariage le titre de son époux et son titre officiel est « Son Altesse Royale la duchesse de Sussex, comtesse de Dumbarton, baronne Kilkeel ».
L'appellation courante « princesse Meghan » est incorrecte car réservée aux princesses de sang. N'étant princesse que par mariage, elle est la princesse Henry (en tant qu'épouse du prince Henry). Seul un décret du roi (comme ce fut le cas pour le prince Philip ou la princesse Alice) permettrait à la duchesse de Sussex de porter le titre de « princesse Meghan ».
Elle porte successivement le nom puis le prédicat et le titre de :
- 4 août 1981 — 18 mai 2018 : Ms Rachel Meghan Markle ;
- depuis le 19 mai 2018 : Son Altesse Royale la duchesse de Sussex, comtesse de Dumbarton, baronne Kilkeel[262],[263],[305].

À partir du 31 mars 2020, elle n'utilise plus son prédicat d'Altesse Royale, n'étant plus active au sein de la famille royale, mais le reste toujours légalement.

### Armoiries
|                             |  |                              |
| Armoiries de Meghan Markle. |  | Monogramme de Meghan Markle. |

Armoiries conjugales du duc et de la duchesse de Sussex.

Traditionnellement, les épouses des membres de la famille royale britannique combinent les armoiries de leur père avec celles de leur nouvel époux afin de créer leurs propres armoiries. Cependant, ces dernières années, à défaut d'armoiries paternelles, des créations par le College of Arms avaient été nécessaires au bénéfice des pères de Sophie Rhys-Jones et de Catherine Middleton, au moment de leur entrée dans la famille royale.
Contrairement à cette tradition récente, Thomas Markle (qui est américain) ne se verra pas attribuer d'armoiries, sur décision de la reine Élisabeth II. En lieu et place, le College of Arms a indiqué que Meghan Markle se verrait directement attribuer ses propres armoiries. Cela a déjà été le cas en 1972 lors du mariage de Richard de Gloucester avec Birgitte van Deurs (qui est née danoise).
Les armes sont dévoilées le 25 mai 2018 et sont le fruit d'une collaboration entre le College of Arms et Meghan Markle afin que celles-ci soient à la fois « personnelles et représentatives ». Le fond azur du côté droit représente l'océan Pacifique bordant les côtes californiennes ; deux cotices d'or symbolisent le soleil qui brille sur l’État natal de la duchesse ; trois plumes représentent la communication et le pouvoir des mots. La terrasse sur laquelle les armes sont posées est composée de fleurs de pavot de Californie, et de Chimonanthus praecox qui pousse au palais de Kensington. L’écu a pour supports le lion couronné d’or anglais et un passereau d’argent.

## Ascendance
Du côté de sa mère, Meghan Markle descend entre autres d'un arrière-arrière-arrière-grand-père esclave dans les plantations de coton de Géorgie jusqu'en 1865, où il est affranchi lors de l'abolition de l'esclavage.
Du côté de son père, Meghan Markle compte parmi ses lointains ancêtres, le capitaine Christopher Hussey (en), un des premiers colons de Nouvelle-Angleterre,, ainsi que le roi d'Angleterre Édouard III et le roi d'Écosse Robert Bruce dont descend également le prince Harry.

## Filmographie

### Cinéma

#### Longs métrages
- 2005 : Sept Ans de séduction (A Lot Like Love) de Nigel Cole : Natalie
- 2010 : Remember Me d'Allen Coulter : Megan
- 2010 : American Trip (Get Him to the Greek) de Nicholas Stoller : Tatiana (non créditée)
- 2011 : Comment tuer son boss ? (Horrible Bosses) de Seth Gordon : Jamie
- 2012 : Dysfunctional Friends (en) de Corey Grant : Terry
- 2013 : Random Encounters de Boris Undorf : Mindy
- 2015 : Criminals (Anti-Social) de Reg Traviss : Kirsten
- 2020 : Éléphants (Elephant) de Mark Linfield et Vanessa Berlowitz : la narratrice (voix)

#### Court métrage
- 2010 : The Candidate de David Karlak : Kat

### Télévision

#### Téléfilms
- 2006 : L'Amour hors limites (Deceit) de Matthew Cole Weiss : Gwen
- 2008 : The Apostles de David McNally : Kelly Calhoun
- 2010 : The Boys and Girls Guide to Getting Down de Michael Shapiro : Dana
- 2013 : Random Encounters Down de Boris UNDORF : Mindy
- 2014 : L'Étincelle de l'amour (When Sparks Fly) de Gary Yates : Amy Peterson
- 2016 : Comment rencontrer l'âme sœur en 10 leçons (Dater's Handbook) de James Head : Cassie

#### Séries télévisées
- 2002 : Hôpital central (General Hospital) : Jill (1 épisode)
- 2004 : Century City : Natasha (saison 1, épisode 4)
- 2005 : Cuts (en) : Cori (saison 1, épisode 5)
- 2005 : Love, Inc. (en) : Teresa Santos (saison 1, épisode 9)
- 2006 : La Guerre à la maison (The War at Home) : Susan (saison 1, épisode 17)
- 2006 : Les Experts : Manhattan (CSI: NY) : Veronica Perez (saison 3, épisode 7)
- 2008 : Good Behavior : Sadie Valencia (pilote non retenu)
- 2008 : 90210 Beverly Hills : Nouvelle Génération (90210) : Wendy (saison 1, épisodes 1 et 2)
- 2008 : Pour le meilleur et le pire ('Til Death) : Tara (saison 3, épisode 2)
- 2009 : Le Retour de K 2000 (Knight Rider) : Annie Ortiz (saison 1, épisode 16)
- 2009 : FBI : Portés disparus (Without a Trace) : Holly Shepard (saison 7, épisode 15)
- 2009 : Fringe : agent Amy Jessup (saison 2, épisodes 1 et 2)
- 2009 : The League : Meghan (saison 1, épisode 2)
- 2010 : Les Experts : Miami (CSI: Miami) : officier Leah Montoya (saison 8, épisode 20)
- 2011 - 2018 : Suits : Avocats sur mesure (Suits) : Rachel Zane (rôle principal - saisons 1 à 7, 103 épisodes)
- 2012 : Castle : Charlotte Boyd / La Belle au bois dormant (saison 4, épisode 17)

## Émissions télévisées
- 2006 : 1 vs. 100 : Participante (1 émission)
- 2007 : Deal or No Deal (en) : Titulaire d'une boîte (34 émissions)

## Voix francophones
En France, Fily Keita assure le doublage de Meghan Markle dans Suits : Avocats sur mesure et dans les documentaires Meghan Markle : De Hollywood à Buckingham Palace et With Love, Meghan. Meghan Markle a également été doublée par Marion Valantine dans Fringe et L'étincelle de l'amour, par Stéphanie Hédin dans Comment rencontrer l'âme sœur en 10 leçons, par Philippa Roche dans Castle et par Céline Melloul dans FBI : Portés disparus.